# Kaja Norbye
Kaja Norbye (* 19. Mai 1999 in Oslo) ist eine norwegische Skirennläuferin. Sie startet mit Ausnahme der Abfahrt in allen Disziplinen und hat ihre Stärken im Riesenslalom. Ihre ältere Schwester Tuva ist ebenfalls als Skirennläuferin aktiv.

## Biografie
Kaja Norbye stand im Alter von drei Jahren in ihrer Heimatstadt Oslo erstmals auf Skiern. Im Alter von acht Jahren begann sie mit ihrem Skiverein zu trainieren und ihren beiden älteren Schwestern nachzueifern.
Ihre ersten FIS-Rennen bestritt sie im Alter von 16 Jahren in Schweden und erreichte auf Anhieb gute Ergebnisse. Im Februar 2016 gab sie im Slalom von Pamporowo ihr Europacup-Debüt. Nachdem sie einen Großteil der Saison 2016/17 verpasst hatte, meldete sie sich mit guten FIS- und Europacup-Resultaten zurück und startete im Februar 2018 in Davos erstmals bei Junioren-Weltmeisterschaften. In Kombination und Slalom erreichte sie mit den Rängen sieben und acht Top-10-Platzierungen. Am Ende der Saison gewann sie im Slalom ihren ersten Staatsmeistertitel. Im kommenden Winter konnte sie ihre Europacup-Ergebnisse kontinuierlich steigern und gewann nach zwei zweiten Plätzen einen Riesenslalom in Berchtesgaden. Bei ihren zweiten Juniorenweltmeisterschaften im Fassatall gewann Norbye Silber in der Kombination und Bronze im Riesenslalom. Die Europacup-Saison schloss sie auf dem dritten Gesamtrang und dem Sieg in der Riesenslalomwertung ab.
Im März 2019 gab sie im Riesenslalom von Špindlerův Mlýn ihr Weltcup-Debüt und erreichte mit Rang 22 gleich ihre ersten Weltcup-Punkte. Dieses Resultat konnte sie im folgenden Dezember in Courchevel egalisieren. Bei den Junioren-Weltmeisterschaften 2020 in Narvik gewann sie Bronze im Riesenslalom.

## Erfolge

### Weltcup
- 2 Platzierungen unter den besten 20

### Weltcupwertungen
| Saison  | Gesamt | Gesamt | Riesenslalom | Riesenslalom | Slalom | Slalom | Parallel | Parallel |
| Saison  | Platz  | Punkte | Platz        | Punkte       | Platz  | Punkte | Platz    | Punkte   |
| ------- | ------ | ------ | ------------ | ------------ | ------ | ------ | -------- | -------- |
| 2018/19 | 117.   | 9      | 48.          | 9            | –      | –      | –        | –        |
| 2019/20 | 80.    | 38     | 36.          | 21           | 45.    | 11     | 39.      | 6        |
| 2020/21 | 89.    | 27     | 44.          | 16           | 46.    | 11     | –        | –        |

### Europacup
- Saison 2018/19: 3. Gesamtwertung, 1. Riesenslalomwertung
- Saison 2020/21: 6. Riesenslalomwertung
- 5 Podestplätze, davon 1 Sieg:

| Datum            | Ort           | Land        | Disziplin    |
| ---------------- | ------------- | ----------- | ------------ |
| 10. Februar 2019 | Berchtesgaden | Deutschland | Riesenslalom |

### Nor-Am Cup
- 2021/22: 7. Riesenslalomwertung
- 1 Podestplatz

### Juniorenweltmeisterschaften
- Davos 2018: 7. Kombination, 8. Slalom, 29. Riesenslalom, 30. Kombination
- Val di Fassa 2019: 2. Kombination, 3. Riesenslalom, 11. Slalom, 19. Super-G
- Narvik 2020: 3. Riesenslalom

### Weitere Erfolge
- Norwegische Meisterin im Slalom 2018
- 14 Siege in FIS-Rennen